# Televisioni locali delle Marche
Eitowers Marche e Videotolentino sono due dei multiplex della televisione digitale terrestre presenti nel sistema DVB-T italiano.
Eitowers Marche appartiene a EI Towers S.p.A. interamente posseduta da 2i Towers S.r.l., a sua volta controllata al 100% da 2i Towers Holding S.r.l., che è partecipata per il 40% da Mediaset e per il 60% da F2i TLC 1 S.r.l..
Videotolentino appartiene a Videotolentino.

## Copertura
Eitowers Marche è una rete di primo livello disponibile in tutte le Marche.
Videotolentino è una rete di secondo livello disponibile in tutte le Marche, eccetto le province d'Ascoli Piceno e Pesaro e Urbino.

## Frequenze
Eitowers Marche trasmette sul canale 42 della banda UHF V in tutte le Marche.
Videotolentino trasmette sul canale 32 della banda UHF IV in tutte le Marche, eccetto le province d'Ascoli Piceno e Pesaro e Urbino.

## Servizi

### Canali televisivi (Eitowers Marche)
| LCN   | Canale              | Note       |
| ----- | ------------------- | ---------- |
| 10    | TV CENTRO MARCHE    | FTA (HDTV) |
| 11    | VERATV              | FTA (HDTV) |
| 12    | e'TV MARCHE         | FTA (HDTV) |
| 13    | TVRS                | FTA (HDTV) |
| 14 71 | CANALE ITALIA extra | FTA        |
| 15    | 7GOLD MARCHE        | FTA (HDTV) |
| 17    | e'TV +              | FTA (HDTV) |
| 18    | Info 2000           | FTA        |
| 19    | FANO TV             | FTA (HDTV) |
| 80    | ROSSINI TV          | FTA (HDTV) |
| 99    | RTM                 | FTA        |

### Canali televisivi (Videotolentino)
| LCN | Canale                 | Note       |
| --- | ---------------------- | ---------- |
| 12  | e'TV MARCHE (sd)       | FTA (HDTV) |
| 16  | VideoTolentino         | FTA        |
| 77  | FERMO TV               | FTA        |
| 78  | STUDIO 7 TV            | FTA (HDTV) |
| 79  | STUDIOPIUMARCHE        | FTA (HDTV) |
| 82  | 60-70-80 by STUDIOPIU' | FTA (HDTV) |
| 85  | VideoTolentino4        | FTA        |
| 87  | VideoTolentino5        | FTA        |
| 88  | VideoTolentino3        | FTA        |
| 89  | EMMETV                 | FTA        |
| 96  | SKYLINE RADIO & SOUL   | FTA (HDTV) |
| 351 | 70-80.tv               | FTA        |